# Mykineshólmur
Mykineshólmur és un illot deshabitat situat enfront de la costa occidental de l'illa de Mykines, a les illes Fèroe. Ocupa una superfície aproximada de 45 ha, el que el converteix en el segon illot més gran de tot l'arxipèlag feroès, després del Tindhólmur. El seu punt més alt es troba a 133 metres sobre el nivell del mar. Mykineshólmur està acompanyat per una trentena de roques i illots, el més gros dels quals és el Breiðafles.
A la part oriental hi ha un pont de 40 metres de llarg que travessa l'estret de Holmgjógv a una alçada de 35 metres sobre l'oceà. Aquest pont connecta Mykineshólmur amb l'illa de Mykines.

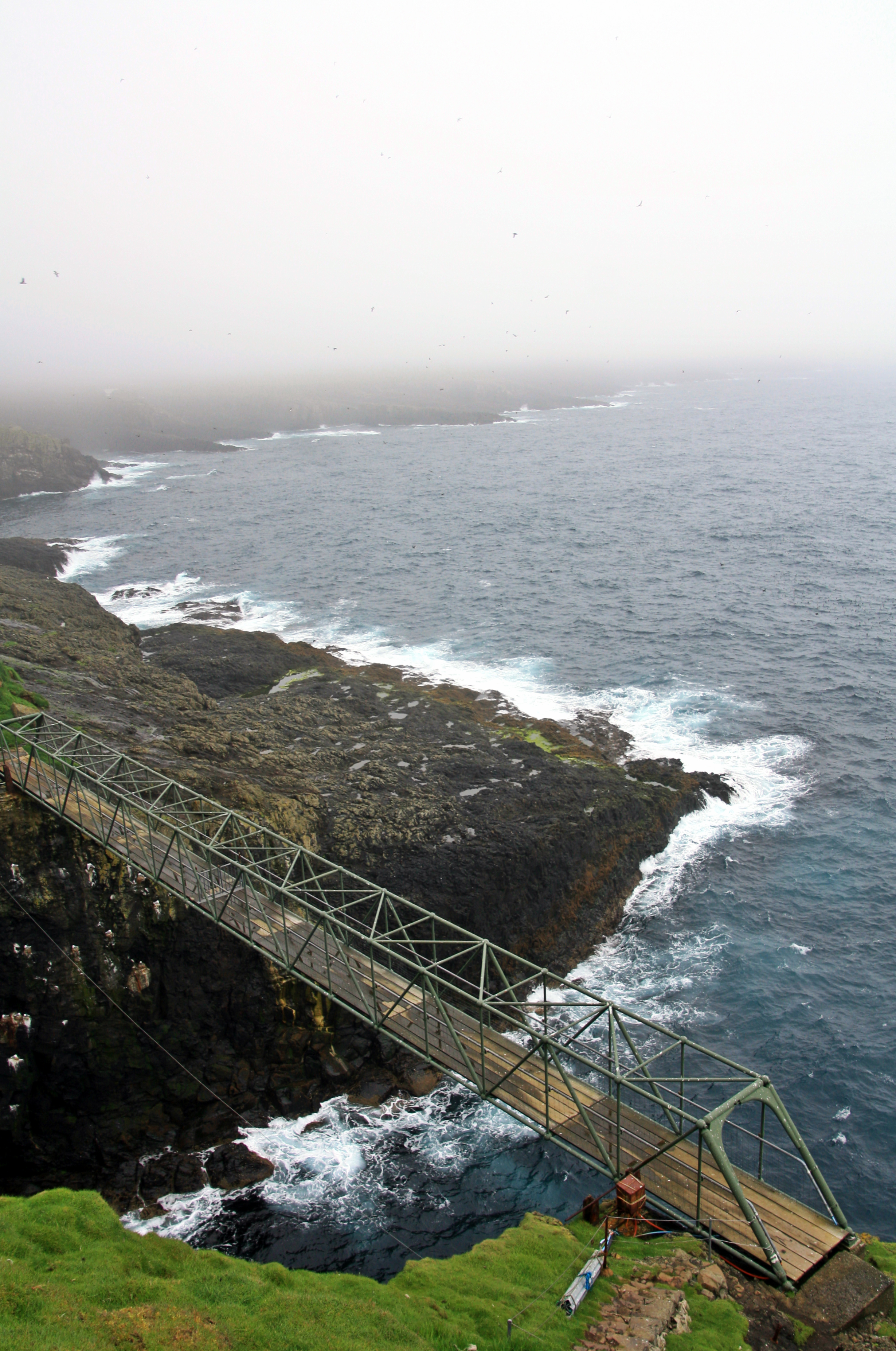
Passarel·la de 40 metres que connecta les illes de Mykines i Mikyneshólmur.

A la part occidental de l'illot hi ha un far de 14 metres d'altura anomenat Mykineshólmur fyr en feroès. Va ser construït el 1909 i automatitzat el 1970 quan els darrers residents de l'illot van marxar. En el passat vivien tres famílies a Mykineshólmur, la tasca de les quals era el manteniment del far. Durant la Segona Guerra Mundial la seva ocupació era perillosa, ja que el far era un objectiu dels avions alemanys. Al vessant de l'illot, a uns 200 metres del far, hi ha les restes encara dels antics refugis que les famílies van utilitzar durant els bombardejos.
La zona sempre ha estat un hàbitat important per a ocells marins com ara frarets o els mascarells atlàntics. Avui Mykineshólmur és en un lloc d'estudi per als ornitòlegs.